# Flurona
Flurona é o termo usado para definir o contágio simultâneo pelo coronavírus SARS-CoV-2 e pelo vírus influenza.
A palavra é formada por flu, significando gripe, em inglês, e rona, de coronavírus.
A circulação dos vírus influenza e SARS-CoV-2 ao mesmo tempo é preocupante e de alto risco para a população, sobretudo dos cidadãos mais vulneráveis, uma vez que as duas doenças afectam o sistema respiratório superior.
Segundo Salmo Raskin, médico geneticista e diretor do Laboratório Genetika, de Curitiba, no Brasil, casos de coinfecção simultânea por coronavírus e influenza são comuns em vários países do mundo, incluindo o Brasil. No entanto, existem poucos dados epidemiológicos sobre esta condição, uma vez que, dado que os sintomas de ambas as doenças são muito parecidos, geralmente apenas uma das condições é investigada. Durante a pandemia de Covid-19, normalmente quando o resultado dá positivo para Covid-19, não é testada a  influenza, impossibilitando o diagnóstico duplo.
Os casos de coinfecção costumam ser detectados quando o paciente que apresenta sintomas é submetido a um teste do tipo painel viral, no qual uma amostra é analisada para vários tipos de vírus ao mesmo tempo. Estes testes são geralmente feitos em laboratórios privados, não estando a ser priorizados pelos laboratórios públicos diante do cenário da pandemia. Sendo o Sars-CoV-2 um vírus relativamente recente, descoberto há somente dois anos, e estando o influenza controlado entre 2020 e grande parte de 2021, uma vez que as estratégias para combatê-lo são semelhantes às do coronavírus, incluindo o uso de máscaras, distanciamento social, ambientes mais ventilados e higienização frequente das mãos, havendo poucos casos de infecção, não foram ainda possíveis grandes estudos sobre a coinfecção dos dois. Com o aumento dos casos de influenza, após o relaxamento das restrições impostas no combate à Covid-19, calcula-se que estas situações passem a ser mais comuns, permitindo estudá-las melhor.
Embora se saiba que os dois vírus podem infectar, inclusive, a mesma célula, a ausência de estudos científicos sobre o impacto da coinfecção não permite ainda avaliar se o quadro de saúde apresentado por um paciente acometido por ambos os vírus será melhor ou pior.
De acordo com Raskin, embora a recombinação não seja incomum tanto no grupo dos coronavírus como no dos influenza, a possibilidade de recombinação entre material genético de vírus de ambos os grupos é um evento extremamente raro, nunca tendo sido notificado na literatura médica.

## Evolução da coinfecção
Os primeiros casos de flurona terão sido detectados pela primeira vez nos Estados Unidos, durante o primeiro ano da pandemia de covid-19.
O primeiro caso documentado ocorre em Israel, numa mulher grávida não vacinada. A mulher recebeu alta em 30 de dezembro, após ser tratada a sintomas ligeiros derivados da dupla infecção. Segundo especialistas do Ministério da Saúde israelita, é provável que existam casos semelhantes, ainda não identificados, num momento em que quase duas mil pessoas estão internadas por gripe, ao mesmo tempo que os casos positivos da variante Ómicron do SARS-CoV-2 estão a aumentar no país.
No início de janeiro haviam sido diagnosticados vários casos no Brasil, três deles em Fortaleza, no Ceará, constituídos por dois bebés de um ano e um homem de 52 anos, que já receberam alta. Foram diagnosticados outros dois casos no  Rio de Janeiro, um deles referente a um adolescente de 16 anos, desportista, que começou a ter sintomas a 29 de dezembro. Após ser submetido a testes das duas síndromes gripais, ambos deram positivo. Segundo a mãe do rapaz, este havia sido vacinado tanto contra Covid-19 quanto contra a gripe, encontrando-se bem. Entre os vários casos diagnosticados em São Paulo conta-se a jornalista Giulia Fernandez.
Segundo o Instituto Ricardo Jorge, até 3 de janeiro não haviam sido diagnosticados casos de flurona em Portugal, sendo, no entanto, expectável que apareçam, em resultado do aumento da circulação do vírus da gripe e a continuação da circulação do SARS-CoV-2.